# ダーサ
ダーサ（サンスクリット語 दास）は、歴史的には最初に、古代インドの宗教文献『リグ・ヴェーダ』に登場する名称で、同じくインド北西部に居住していたアーリア人の敵部族を指すと考えられる。また、時代が下って「不自由民」という意味を帯び、ヴェーダ的社会の中において、神に仕える特定の集団を指す。さらにそれ以降現代に至るまで、インド人の人名の一種として用いられている名称である。

## 語源的解釈
ダーサは、サンスクリット語においては「敵」「隷属」などの否定的な意味を伴っているが、『アヴェスター』に用いられるアヴェスター語における同系の語「ダーハ」には、否定的要素がない。これは、『リグ・ヴェーダ』の「神（デーヴァ）」や「阿修羅（アスラ）」が、『アヴェスター』の「悪魔（ダエーワ）」や「神（アフラ・マズダー）」であるという関係と軌を一にする。
「ダーハ」はダハェを指し、インド・ヨーロッパ語族系の言語を話す、同じく北西部インドを起源とする、古代スキタイ部族のことである。

## アーリア人との関係
『リグ・ヴェーダ』によると、アフガニスタン東部、パンジャーブ州、ウッタル・プラデーシュ州西部にかけてを起源とするアーリア人は、時に他の部族との争いを引き起こしたが、そのひとつがダーサであると考えられる。
以前は、ダーサをドラヴィダ人に比定する学説が有力であったが完全に否定されている。
近年では、ダーサは『リグ・ヴェーダ』を保持していた北西部インド人とは習俗を異にする、別の北西部インド人の一派であると考えられている。ダーサは『リグ・ヴェーダ』に述べられる生活方式を採らなかったため、征服されヴェーダ的社会の一部に組み込まれたようである。したがって、ダスユのように社会外の存在として扱われたわけではないようである。
ゆえに、戦争においてアーリア人とともに戦ったダーサが描かれる場面も、『リグ・ヴェーダ』には存在する。十王戦争においては、両陣にアーリア人もダーサも加勢していた。また、アーリア人と同様に賞賛されるダーサも存在する。タルクシャ王は、非常に寛大な王であったと『リグ・ヴェーダ』において讃えられている（6.45.31、8.46.32）。

## 人名
ヒンドゥー教の中のさまざまな教派において、師匠（グル）にあたる人々には「ダーサ」の名称が冠せられる。これは、「神の奴隷」の意味であり、特定の神格に仕える者であることを表している。グプタ朝の詩人カーリダーサ（サンスクリット: कालिदास:　カーリーのダーサ）もその一例。タミル語では、ダーサは一般的にヴィシュヌ神に仕える人々である。クリシュナ不滅瞑想国際サンガなどの現代の新宗教においても、法名として用いられている。
中世以降の人名にも、否定的要素などまったく無く用いられている。ムガル帝国時代の盲目の詩人スールダースや、近代の政治思想家モーハンダース・カラムチャンド・ガンディーの名にも、「ダーサ」が入っている。東インドにおいては、バラモンの名字として広く用いられている。